# Archäofauna
Unter Archäofauna versteht man die an einer archäologischen Fundstelle durch Fundstücke, wie Knochen, Geweih, Lederreste, Sehnen oder Muschelschalen nachgewiesenen Tiere. Zur Bestimmung der Archäofauna werden auch Wandbilder oder Schnitzereien herangezogen. Siehe auch: Archäozoologie
Archaeofauna ist auch eine internationale, wissenschaftliche Zeitschrift über Archäozoologie.